# El Condado (Jaén)
El Condado de Jaén es una comarca de la provincia de Jaén, en España. Su capital, como centro administrativo, es el municipio de Santisteban del Puerto.
La comarca tiene una población de 20.351 habitantes (INE, 2024) tiene una superficie de 1.488,11 km², y una densidad de población de 13,68 hab/km².

## Geografía
La comarca está emplazada al norte de la provincia, su límite septentrional es Ciudad Real y el meridional la comarca de La Loma y Las Villas, de la que la separa el río Guadalimar. Por el este, limita con el parque natural de las Sierras de Cazorla, Segura y Las Villas, y por el oeste con la comarca de Sierra Morena.

### Municipios
El Condado de Jaén está formado por los siguientes municipios:
|  | Municipio              | Superficie (km²) | Población (2024) | Densidad (hab./km2) | Ayuntamiento (2023) |
|  | ---------------------- | ---------------- | ---------------- | ------------------- | ------------------- |
|  | Arquillos              | 65               | 1 685            | 25,92               | PP                  |
|  | Castellar              | 155,48           | 3 156            | 20,3                | PP                  |
|  | Chiclana de Segura     | 233,70           | 869              | 3,72                | PSOE                |
|  | Montizón               | 211,82           | 1 585            | 7,48                | PP                  |
|  | Navas de San Juan      | 175,62           | 4 409            | 25,11               | PSOE                |
|  | Santisteban del Puerto | 372,63           | 4 457            | 11,96               | PP                  |
|  | Vilches                | 272,92           | 4 190            | 15,35               | PSOE                |
|  | Total                  | 1 488,11         | 20 351           | 13,68               |                     |